# Großgundertshausen
Großgundertshausen ist ein Gemeindeteil der Gemeinde Volkenschwand im niederbayerischen Landkreis Kelheim.

## Lage
Das Pfarrdorf Großgundertshausen liegt in der Hallertau etwa zwei Kilometer westlich von Volkenschwand an der Staatsstraße 2049. Das noch weiter westlich liegende Kleingundertshausen ist ein Gemeindeteil der Stadt Mainburg.

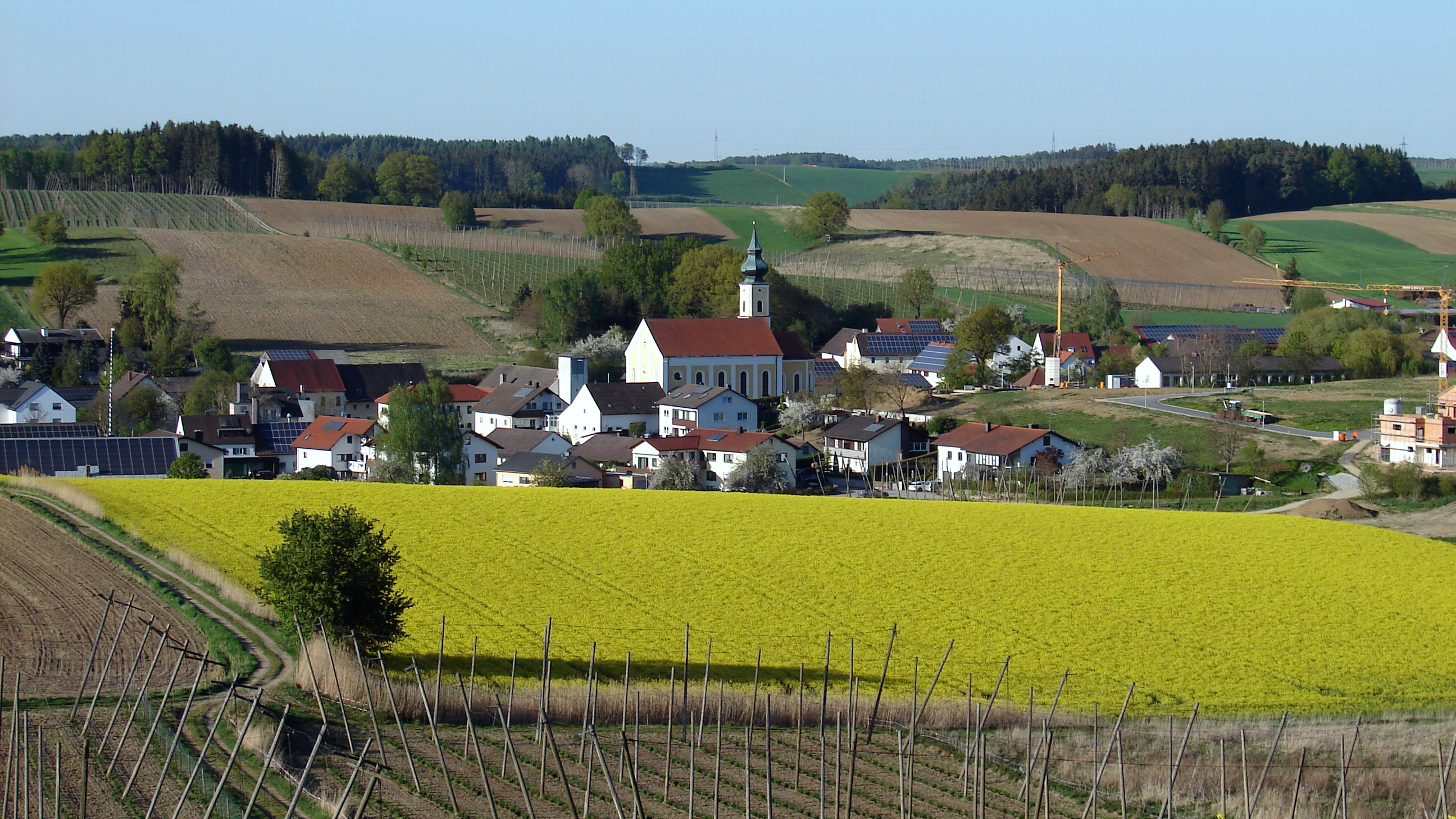
Blick auf Großgundertshausen

## Geschichte
Erstmals urkundlich erwähnt wird Guntareshusun (=„bei den Häusern des Gunter“) im Jahr 814, als der Abt Richpald dem Kloster St. Emmeram seine Erbgüter vermachte. Das Dorf Großgundertshausen bestand im Konskriptionsjahr 1752 aus 21 Anwesen und gehörte zur Obmannschaft Gundertshausen des Amtes Nandlstadt im Landgericht Moosburg. Die im 19. Jahrhundert gebildete Gemeinde Großgundertshausen (bis 1865 Großquantertshausen) gehörte zum Landgericht Mainburg, später zum Bezirksamt sowie Landkreis Mainburg und umfasste 1868 die Orte Dietrichsdorf (Gütersdorf), Großgundertshausen (Großquanterzhausen), Herbersdorf, Mittersberg, Niederhof, Spitz, Spitzhub und Straß. Sie wurde im Zuge der Gebietsreform in Bayern am 1. Januar 1978 in die Gemeinde Volkenschwand eingegliedert.

## Kirche
Die Pfarrkirche Hl. Kreuz und Schmerzhafte Muttergottes hat einen spätgotischen Turm und Chor. 1755 erfolgte die Barockisierung, 1893 der Neubau des Kirchenschiffs. Der Hochaltar von 1759 enthält ein Vesperbild aus dem 16. Jahrhundert. Das über drei Meter große Holzkruzifix aus dem frühen 16. Jahrhundert wird dem Landshuter Bildhauer Hans Leinberger zugeschrieben. Der Wirt Georg Huber erwarb dieses Kreuz um das Jahr 1815 für sieben Gulden, als er in Landshut sein Getreide verkaufte. An die Kirche angebaut ist die Xaveriuskapelle (mit spätgotischen Spolien).

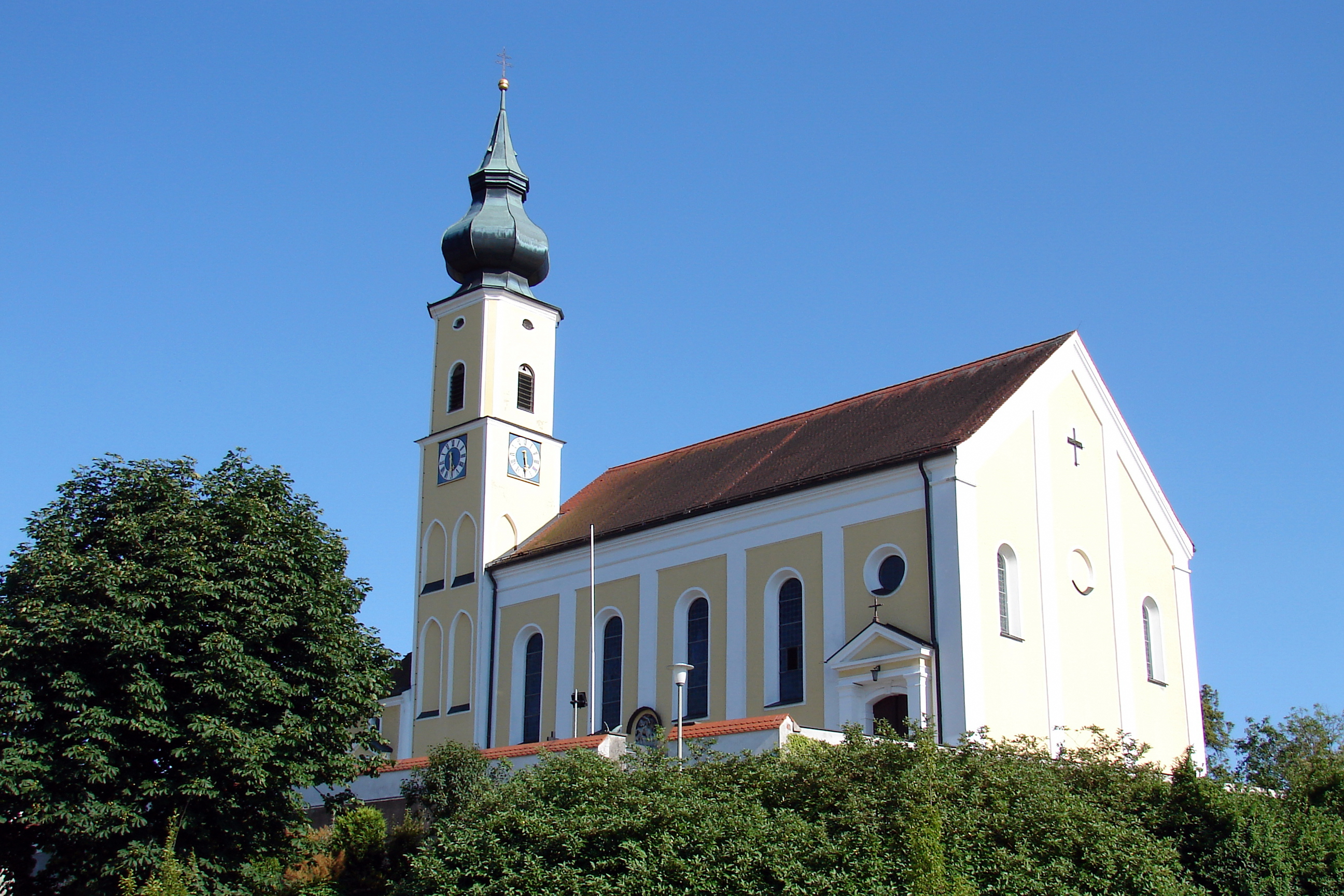
Pfarrkirche Hl. Kreuz und Schmerzhafte Muttergottes
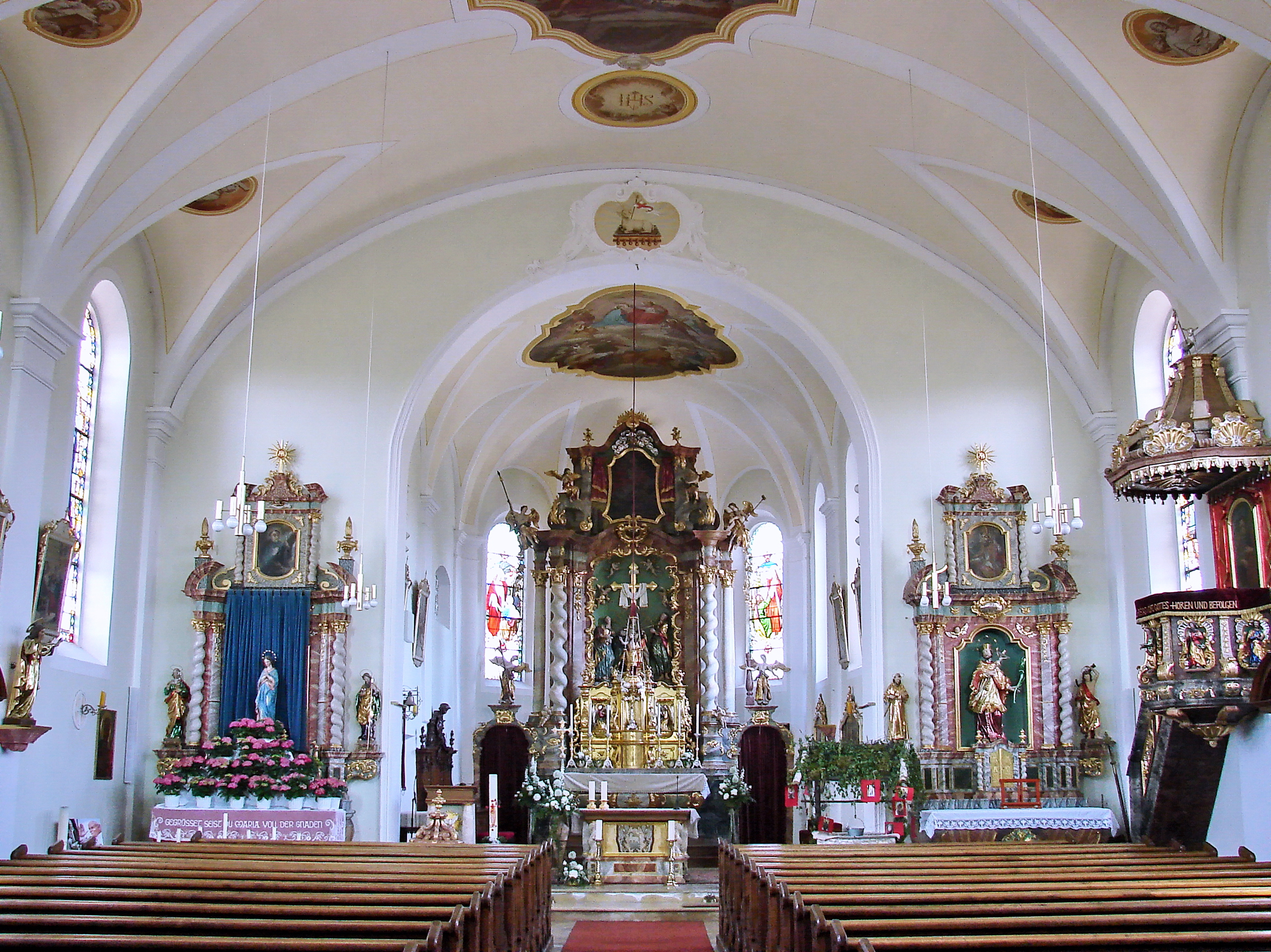
Pfarrkirche Hl. Kreuz und Schmerzhafte Muttergottes: Innenraum

## Bildung und Erziehung
- Kindergarten St. Maria

## Vereine
- Burschenverein Großgundertshausen
- Freiwillige Feuerwehr Großgundertshausen
- Katholischer Deutscher Frauenbund Großgundertshausen
- Katholische Landjugend Großgundertshausen (1962 gegründet)
- Krieger- und Soldatenverein Großgundertshausen
- Schützengesellschaft Großgundertshausen (1961 gegründet)
- Theaterfreunde Großgundertshausen